# بخش دابودشت
'دابو'دشت یکی از بخش‌های شهرستان آمل در استان مازندران ایران است
آمار بخش دابودشت:
- خانوار: ۱۳۳۰۳ خانوار
- جمعیت: ۳۹۴۷۶ نفر
- مساحت: ۵/ ۳۹۶
- طول جغرافیایی: ۵۲/۲۲
- ۲۵ هزار هکتار شالیزار کشاورزی

## تقسیمات کشوری
این بخش شامل دو دهستان است:
- دهستان دابوی جنوبی
- دهستان دابوی میانی
- شهر: دابودشت

## جمعیت
بنابر سرشماری مرکز آمار ایران، جمعیت بخش دابودشت شهرستان آمل در سال ۱۳۹۵ برابر با ۳۹۴۷۸ نفر بوده‌است.